# Zvi Rudy
Zvi Hirsch Rudy (geboren 27. Juni 1900 in Białystok, Russisches Kaiserreich; gestorben 28. September 1972 in Tel-Aviv) war ein polnisch-israelischer Soziologe.

## Leben
Zvi Rudy war ein Sohn des Boris Rudy und der Sara Slapak. Er studierte in Prag, Berlin und Paris und wurde 1926 in Leipzig promoviert. Ab 1928 arbeitete er als Wissenschaftler an der Hochschule für die Wissenschaft des Judentums in Berlin. Nach der Machtergreifung der Nationalsozialisten ging er 1933 an die Sorbonne nach Paris und emigrierte 1934 nach Palästina. 
Von 1935 bis 1959 war er Professor für Soziologie und Philosophie an der Hochschule für Recht und Wirtschaft, die 1956 in der Universität Tel Aviv aufging. Daneben arbeitete von 1948 bis 1951 als Analyst für das Israelische Außenministerium. Von 1960 bis 1962 war er Gastprofessor in Bern, Basel, Freiburg im Breisgau, Köln und Berlin.
Rudy erhielt 1939 einen Bialik-Preis für die Herausgabe eines Philosophielexikons.

## Schriften (Auswahl)
- Leksiḳon le-filosofyah ṿeha-madaʻim ha-ḳerovim lah, 1939
- Die sowjetische Ethnosoziologie der Gegenwart, in: Kölner Zeitschrift für Soziologie und Sozialpsychologie, 1961, S. 41–67.
- Ethnosoziologie sowjetischer Völker: Wege und Richtlinien. Bern: Francke, 1962.
- Soziologie des jüdischen Volkes. Vom Autor übersetzt aus dem Hebräischen und überarbeitet. Reinbek bei Hamburg: Rowohlt, 1965.
- Die Juden in der Sowjetunion: Schicksal und Nationalitätenpolitik. Wien: Europa-Verlag, 1966.